# Mana Contemporary
 (mars 2021).
La mise en forme du texte ne suit pas les recommandations de Wikipédia : il faut le « wikifier ».
Les points d'amélioration suivants sont les cas les plus fréquents :
- Les titres sont pré-formatés par le logiciel. Ils ne sont ni en capitales, ni en gras.
- Le texte ne doit pas être écrit en capitales (les noms de famille non plus), ni en gras, ni en italique, ni en « petit »…
- Le gras n'est utilisé que pour surligner le titre de l'article dans l'introduction, une seule fois.
- L'italique est rarement utilisé : mots en langue étrangère, titres d'œuvres, noms de bateaux, etc.
- Les citations ne sont pas en italique mais en corps de texte normal. Elles sont entourées par des guillemets français : « et ».
- Les listes à puces sont à éviter, des paragraphes rédigés étant largement préférés. Les tableaux sont à réserver à la présentation de données structurées (résultats, etc.).
- Les appels de note de bas de page (petits chiffres en exposant, introduits par l'outil «  Source ») sont à placer entre la fin de phrase et le point final[comme ça].
- Les liens internes (vers d'autres articles de Wikipédia) sont à choisir avec parcimonie. Créez des liens vers des articles approfondissant le sujet. Les termes génériques sans rapport avec le sujet sont à éviter, ainsi que les répétitions de liens vers un même terme.
- Les liens externes sont à placer uniquement dans une section « Liens externes », à la fin de l'article. Ces liens sont à choisir avec parcimonie suivant les règles définies. Si un lien sert de source à l'article, son insertion dans le texte est à faire par les notes de bas de page.
- La présentation des références doit suivre les conventions bibliographiques. Il est recommandé d'utiliser les modèles {{Ouvrage}}, {{Chapitre}}, {{Article}}, {{Lien web}} et/ou {{Bibliographie}}. Le mode d'édition visuel peut mettre en forme automatiquement les références.
- Insérer une infobox (cadre d'informations à droite) n'est pas obligatoire pour parachever la mise en page.

Pour une aide détaillée, merci de consulter Aide:Wikification.
Si vous pensez que ces points ont été résolus, vous pouvez retirer ce bandeau et améliorer la mise en forme d'un autre article.
Pour les articles homonymes, voir Mana.
Mana Contemporary est un centre culturel à Jersey City, New Jersey, États-Unis avec des centres affiliés à Chicago et Miami.

## Histoire et fondateur
Ouvert en mai 2011, le centre a été fondé par l'entrepreneur Moishe Mana (en) magnat du déménagement. L'établissement dans la ville de Jersey City est située dans un ancien bâtiment industriel construit en brique des années 1920. Une partie du site est une extension du département de transport et stockage d'art de l'entreprise Moishe Mana Mana Fine Art Handler.

## Centre d'art
Le centre offre des services, des espaces et des programmes aux artistes, aux collectionneurs, aux conservateurs, aux artistes, aux étudiants et à la communauté artistique. Le directeur du centre est Eugène Lemay.
Le centre de Jersey City comprend des studios d'artistes, des espaces d'exposition et de stockage et abrite le Studio Gary Lichtenstein, les archives du Centre international de la photographie de la Fondation Magnum, les compagnies de danse de Karole Armitage et Shen Wei et la fondation établies par Eileen S Kaminsky (ESKFF). Parmi les artistes établis a Mana, il y a la peintre Amy Sherald, la sculpteur Carole Feuerman et le peintre Yigal Ozeri,,. Il y a également la fonderie Keating et un centre international de la sculpture.

## Musée de la maquette de Richard Meier
Le bâtiment abrite également le Musée de la maquette Richard Meier, une exposition de projets architecturaux, de sculptures et de collages de l'architecte Richard Meier.

## Mana Decentralized
Mana Decentralized  est une plateforme en ligne et physique vendant des œuvres d'art directement aux collectionneurs, lancée en avril 2019.